# Denver International Airport
Denver International Airport  (IATA: DEN, ICAO: KDEN) ofte kaldet DIA er arealmæssigt den største lufthavn i USA og er beliggende 40 km fra Denver.
Lufthavnen har computerstyrede bagagebiler, der kører i underjordiske tunneler under lufthavnen plus den har USA's længste landingsbane.
Denver International Airport åbnede i 1995, efter man havde lukket den nedslidte Stapleton International Airport, der var fra 1925.
Den centrale terminalbygning Jeppesen Terminal er opkaldt efter den dansk-amerikanske flyvepioner Elrey Borge Jeppesen (1907-1996), som i Denver startede produktion af sin Airway manual, populært kaldet Jeppesen Maps.
39°51′42″N 104°40′23″V / 39.86167°N 104.67306°V